# Langobardia minor

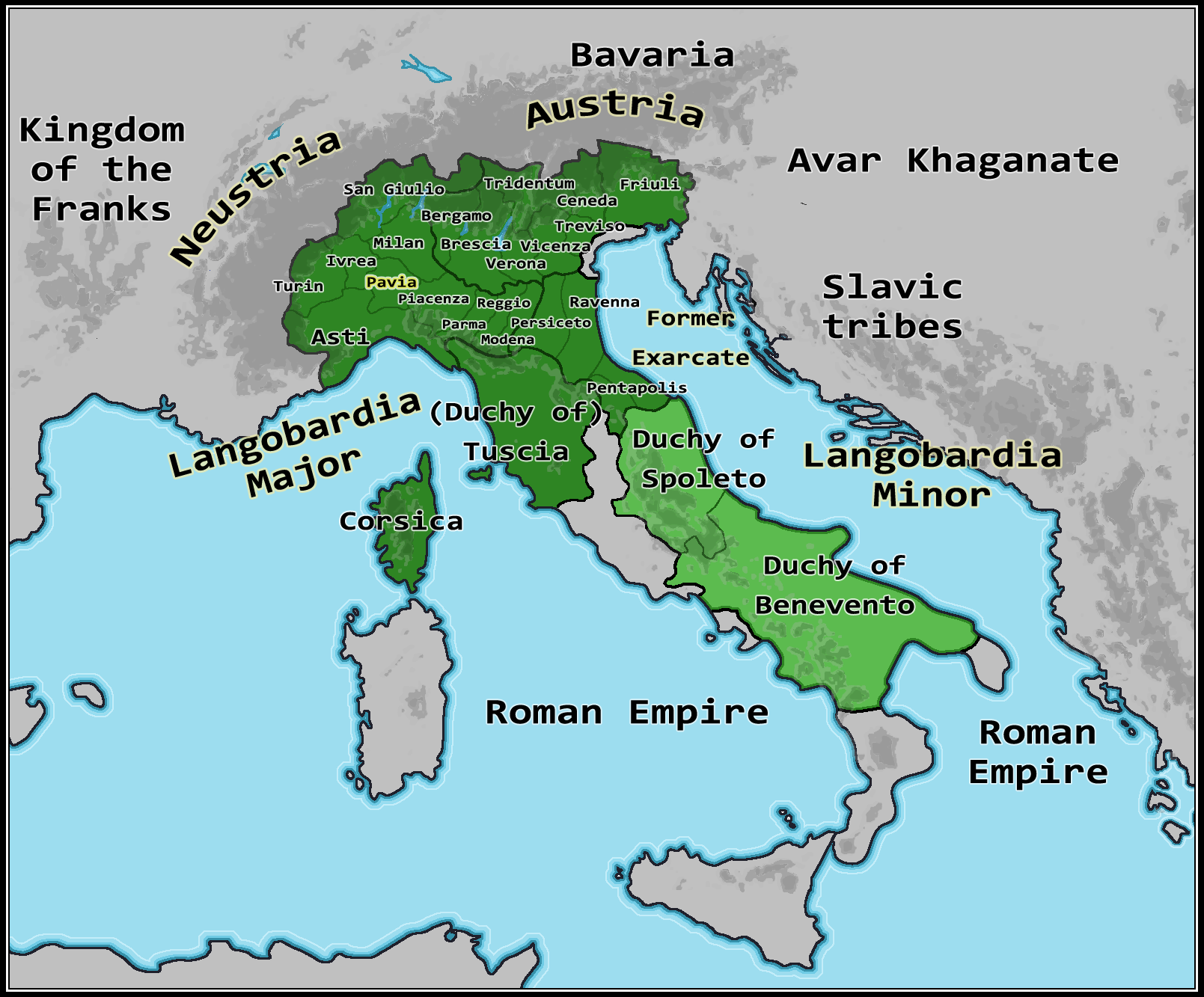
Langobardia Menor en verde claro dentro del Reino Lombardo en 740.

Langobardia Minor fue el nombre que, en la Alta Edad Media, se dio al dominio lombardo en el centro y sur de Italia, correspondiente a los ducados de Spoleto y Benevento. Después de la conquista del reino lombardo por Carlomagno en 774 permaneció bajo control lombardo.
Una vez en Italia a través del Friuli en 568, los lombardos quitaron a los bizantinos una gran parte de la tierra al sur de los Alpes, pero no constituyeron, al menos inicialmente, un dominio uniforme y contiguo. Las tierras sometidas fueron agrupadas, en la terminología de la época, en dos zonas importantes: Langobardia Maior, de los Alpes a lo que hoy es la Toscana, y Langobardia Minor que incluía las posesiones al sur de los territorios bizantinos (que en aquella parte final del siglo VI se extendía desde Roma hasta Rávena a través de lo que hoy es Umbría y Las Marcas). El Exarcado de Rávena fue conectado con Roma a través del «corredor bizantino», que cruzaba Orvieto, Chiusi y Perugia y separaba la Langobardia Minor de la Maior.
Mientras Langobardia Maior fue fragmentada y cambió en muchos ducados y gastaldos, la Minor se mantuvo durante el reino lombardo (568-774) una notable estabilidad institucional, permaneciendo dividido en dos ducados, el de Spoleto y el de Benevento. Se formaron inmediatamente después de la penetración lombarda, en la década de los setenta del siglo VI, y los primeros duques fueron Faroald en Spoleto y Zotto en Benevento. 
Al principio incluyeron geográficamente solo las tierras interiores, dejando a los bizantinos el control de las zonas costeras; sólo más tarde (particularmente en el reinado de Agilulfo 591-616) las posesiones lombardas fueron extendidas también hasta las costas. 

La division de la "Langobardia Minor" en el 849 AD, con la creación del Principado de Salerno en la que fuera la parte sur del Principado de Benevento

Así paso a estar sometida a los dos ducados toda la costa adriática entre las fortalezas bizantinas de Ancona en el norte y Otranto en el sur; las costas del mar Jónico y del Tirreno, sin embargo, sólo cayeron parcialmente bajo la autoridad del duque de Benevento, que nunca fue capaz de ocupar permanentemente Nápoles, el Salento y la punta de Calabria (al sur de Cosenza y Crotona), y por supuesto, Roma y sus suburbios.
En el 849 desapareció oficialmente la "Langobardia Minor", cuando fue creado el Principado longobardo de Salerno, quedando reducido el territorio de Benevento al Principado de Benevento. 
Sucesivamente el Principado de Salerno creció hasta ocupar todo el sur continental de Italia bajo el príncipe Guaimario IV. Con la desaparición del Principado de Salerno en 1077 terminó la presencia langobarda en la historia de Italia (que duró medio milenio, desde 568 hasta 1077).